# Eksjö socken
Eksjö socken i Småland ingick i Södra Vedbo härad och uppgick 1949 i Eksjö stad och är sedan 1971 en del av Eksjö kommun, från 2016 inom Eksjö distrikt i Jönköpings län.
Socknens areal var den 31 december 1948 105,88 kvadratkilometer, varav 99,80 kvadratkilometer land. Den 31 december 1948 fanns här 1 024 invånare. Sockenkyrkan Eksjö kyrka som delades med Eksjö stad ligger inte i denna socken. 

## Administrativ historik
Eksjö socken har medeltida ursprung. Eksjö stad bröts ut ur den ursprungliga socknen 1403 och från omkring 1500 har denna socken definierats som det landområde som ligger omkring staden.
Den 1 januari 1886 (enligt beslut den 2 oktober 1885) överfördes till Eksjö stad utjorden Rönnings grufegor (även benämnd Rynings- eller grufegorna) samt lägenheten Stocknäs och Södra Vedbo härads tingshus och tingshusplats.
Den 1 januari 1905 (enligt beslut den 23 oktober 1903) överfördes ett från kyrkoherdebostället avsöndrat område omfattande 2,8 hektar till Eksjö stad.
Den 1 januari 1931 (enligt beslut den 14 mars 1930) överfördes till Eksjö stad två till kyrkoherdebostället Store- eller Prästegården hörande områden omfattande en areal av 0,15 km² (varav allt land). De två områdena var obebodda och hade tidigare utgjort enklaver inom Eksjö stads område.
Vid kommunreformen 1862 övergick socknens ansvar för de kyrkliga frågorna till Eksjö landsförsamling och för de borgerliga frågorna till Eksjö landskommun. Församlingen uppgick 1949 i Eksjö församling och samma år inkorporerades landskommunen i Eksjö stad som sedan 1971 uppgick i Eksjö kommun.
1 januari 2016 inrättades distriktet Eksjö, med samma omfattning som Eksjö församling fick 1949, och vari detta sockenområde ingår.
Socknen har tillhört samma fögderier och domsagor som Södra Vedbo härad. De indelta soldaterna tillhörde Kalmar regemente och Smålands husarregemente.

## Geografi

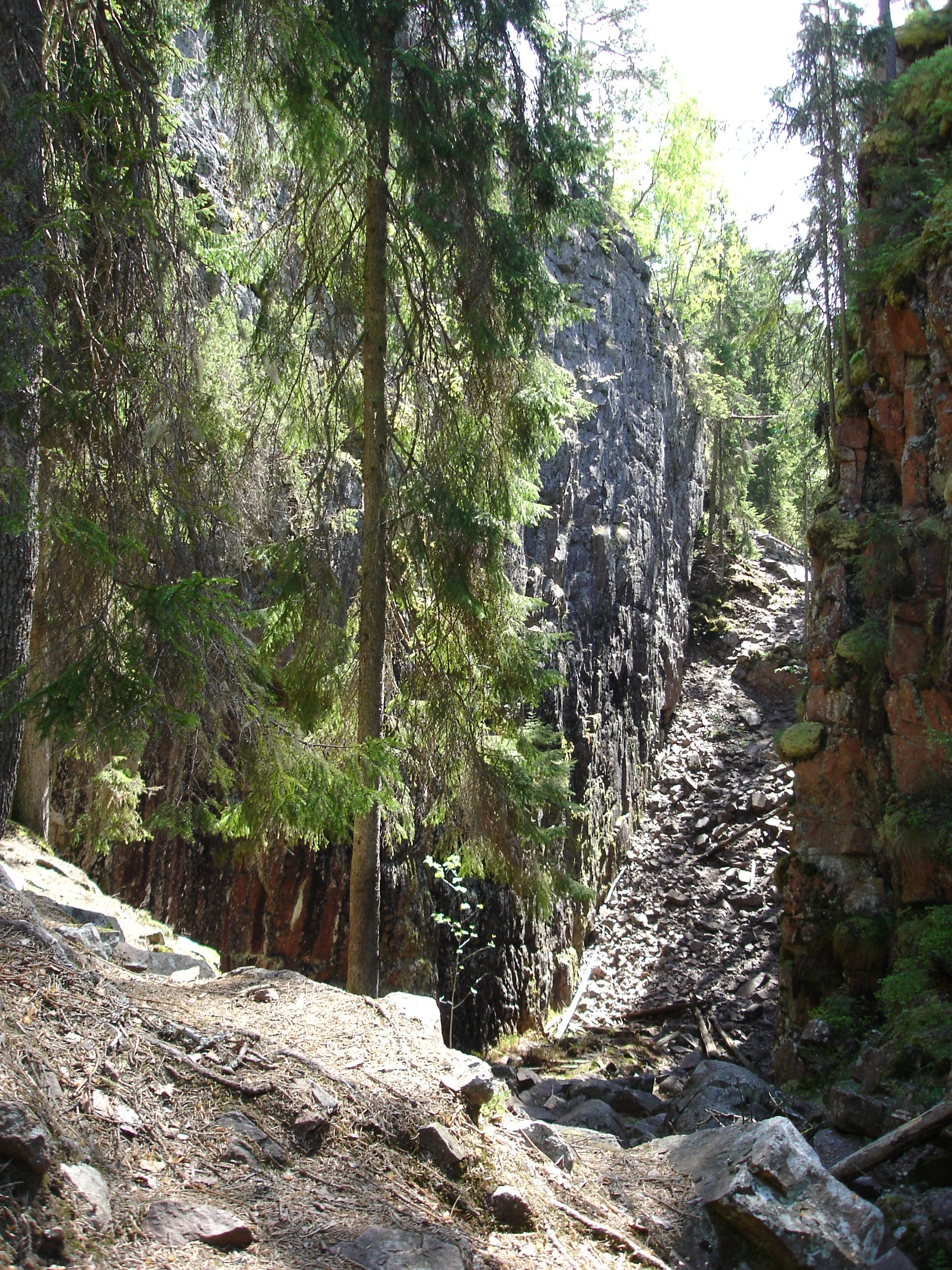
Skurugata

Eksjö socken ligger väster norr och öster om Eksjö där Skurugata utgör östra gränsen. Socknen är en höglänt skogsbygd med toppar på över 300 meter över havet.

## Fornlämningar
Ett par hällkistor från stenåldern, några gravrösen från bronsåldern och några järnåldersgravfält samt domarringar är kända.

## Namnet
Namnet (1337 Ekesiö) kommer ursprungligen från en sjö, Hunsnäsjön, och bars tidigast av en by, Eksjö. Namnet är sammansatt av eke, ekdunge, och sjö.

### Fotnoter
1. 1 2   (PDF) Folkräkningen den 31 december 1950, I, Areal och folkmängd inom särskilda förvaltningsområden m.m., Tätorter. Stockholm: Statistiska centralbyrån. 1952-05-19. sid. 27. Arkiverad från originalet den 1 oktober 2014. https://www.webcitation.org/6T09ZkyrB?url=http://www.scb.se/Grupp/Hitta_statistik/Historisk_statistik/_Dokument/SOS/Folkrakningen_1950_1.pdf. Läst 9 oktober 2014 Arkiverad 29 oktober 2013 hämtat från the Wayback Machine.
2. ↑   (PDF) Bidrag till Sveriges officiella statistik. A. Befolkningsstatistik Statistiska centralbyråns underdåniga berättelse för år 1890. Andra afdelningen: Areal och folkmängd för särskilda administrativa, judiciela och ecklesiastika områden jämte uppgifter om främmande trosbekännare. Stockholm: Statistiska centralbyrån. 1894. sid. 21. Arkiverad från originalet den 2 oktober 2014. https://www.webcitation.org/6T1l4UijN?url=http://www.scb.se/H/BISOS%201851-1917/BISOS%20A%20Befolkning%201851-1910/Befolkning-A-1890-andra.pdf. Läst 2 oktober 2014 Arkiverad 3 december 2013 hämtat från the Wayback Machine.
3. ↑   (PDF) Folkräkningen den 31 december 1910, I, Areal och folkmängd inom särskilda förvaltningsområden. Stockholm: Statistiska centralbyrån. 1914. sid. 28. Arkiverad från originalet den 25 oktober 2014. https://www.webcitation.org/6Tb6rLpBf?url=http://www.scb.se/Grupp/Hitta_statistik/Historisk_statistik/_Dokument/SOS/Folkrakningen_1910_1.pdf. Läst 26 oktober 2014
4. ↑   (PDF) Folkräkningen den 31 december 1940, I, Areal och folkmängd inom särskilda förvaltningsområden m.m., Befolkningsagglomerationer. Stockholm: Statistiska centralbyrån. 1942. sid. 21. Arkiverad från originalet den 9 oktober 2014. https://www.webcitation.org/6TCcNWXzt?url=http://www.scb.se/Grupp/Hitta_statistik/Historisk_statistik/_Dokument/SOS/Folkrakningen_1940_1.pdf. Läst 9 oktober 2014 Arkiverad 1 november 2013 hämtat från the Wayback Machine.
5. ↑   (PDF) Folkräkningen den 31 december 1930, I, Areal och folkmängd inom särskilda förvaltningsområden m.m., Befolkningsagglomerationer. Stockholm: Statistiska centralbyrån. 1935. sid. 24. Arkiverad från originalet den 26 oktober 2014. https://www.webcitation.org/6TbpmPsGq?url=http://www.scb.se/Grupp/Hitta_statistik/Historisk_statistik/_Dokument/SOS/Folkrakningen_1930_1.pdf. Läst 26 oktober 2014 Arkiverad 24 september 2015 hämtat från the Wayback Machine.
6. ↑  Harlén, Hans; Harlén Eivy (2003). Sverige från A till Ö: geografisk-historisk uppslagsbok. Stockholm: Kommentus. Libris 9337075. ISBN 91-7345-139-8
7. ↑  Administrativ historik för Eksjö socken (Klicka på församlingsposten). Källa: Nationella arkivdatabasen, Riksarkivet.
8. ↑  Indelta soldater, torp och rotar i Jönköpings län Arkiverad 24 januari 2012 hämtat från the Wayback Machine. Jönköpingsbygdens Genealogiska Förening
9. ↑  Svensk uppslagsbok Eksjö socken Arkiverad 19 augusti 2015 hämtat från the Wayback Machine.
10. 1 2  Sjögren, Otto (1931). Sverige geografisk beskrivning del 2 Östergötlands, Jönköpings, Kronobergs, Kalmar och Gotlands län. Stockholm: Wahlström & Widstrand. Libris 9939
11. 1 2 3  Nationalencyklopedin
12. ↑  Fornlämningar, Statens historiska museum: Eksjö socken
13. ↑  Fornminnesregistret, Riksantikvarieämbetet: Eksjö socken Fornminnen i socknen erhålls på kartan genom att skriva in sockennamn (utan "socken") i "Ange geografiskt område"
14. ↑  Mats Wahlberg, red (2003). Svenskt ortnamnslexikon. Uppsala: Institutet för språk och folkminnen. Libris 8998039. ISBN 91-7229-020-X. https://isof.diva-portal.org/smash/get/diva2:1175717/FULLTEXT02.pdf